# 豆醬雞
豆醬雞是廣東地區常見的小菜。用廣東走地龍崗雞，經豉油上色及酥炸後，雞通身金黃，用普寧豆醬將雞再熬一遍，豆醬完全滲入雞肉，入口鹹鮮。